# 후쿠야마시
후쿠야마시(일본어: 福山市)는 일본 히로시마현 남동부에 있는 시이다.
히로시마현 동부 지역의 중심 도시이며 1998년 4월 1일에 중핵시로 지정되었다. 2003년 2월 3일에는 인접한 누마쿠마군(沼隈郡) 우쓰미정(内海町)과 아시나군(芦品郡) 신이치정(新市町)을 편입했고, 2005년 2월 1일에는 누마쿠마군 누마쿠마정(沼隈町)도 편입했다. 이후 2006년 3월 1일에는 후카야스군(深安郡) 간나베정(神辺町)을 편입하여 인구는 46만 명을 넘었다.
시내의 도모노우라에는 조선 통신사의 경유지 유적이 있으며, 시내에 대규모 제철소가 있다는 인연으로 대한민국의 포항시와 자매 결연을 맺고 있다.

## 지리
주고쿠 지방 중남부이자 히로시마현 남동단에 위치한다. 오사카부 오사카시까지 230km, 야마구치현 시모노세키시까지 302km, 히로시마현 히로시마시까지 107km, 오카야마현 오카야마시까지 61km, 에히메현 마쓰야마시까지 116km, 가가와현 다카마쓰시까지 114km, 시마네현 마쓰에시까지 217km, 효고현 아코시까지 103km 거리에 있다. 시역은 전역이 옛 빈고국에 해당하고 미하라시 북부의 다이와정을 수원으로 하는 아시다강 하구에 펼쳐진 후쿠야마 평야에 중심지가 있다. 시 남단은 세토 내해와 접하고 북부 산악 지대는 대체로 해발 400~500m의 기비 고원 서남단으로부터 형성되어 있다. 또한 구라시키시로 흘러 들어가는 다카하시강의 지류인 오다강 유역이다. 후쿠야마 도시권은 오카야마현 남서부의 가사오카시, 이바라시 주변까지 포함한다. 후쿠야마시를 중심으로 하는 도시군은 빈고 도시권(備後都市圏)으로 불린다.

### 기후
전형적인 세토 내해식 기후이지만 히로시마현 내에서도 온난하고 맑은 날도 많기 때문에 생활하기 편하다. 풍수해는 강수량이 적기 때문에 비교적 적고 강우는 장마기와 태풍 때 집중된다. 시내 대부분이 저지이지만 하천 정비 이후 범람에 의한 피해는 극히 적어졌다. 눈은 대부분 쌓이지 않지만 1년에 몇 차례 내려 드물게 쌓이기도 한다. 장소에 따른 기온 차이가 커서 후쿠야마시 중심부에서 북부의 간베 지구만 가도 적설량이 다른 사례도 있다. 태풍 피해는 후쿠야마를 통과하기 전에 규슈나 시코쿠에서 완화되기 때문에 비교적 적다.
| 후쿠야마시의 기후                                            | 후쿠야마시의 기후 | 후쿠야마시의 기후 | 후쿠야마시의 기후 | 후쿠야마시의 기후 | 후쿠야마시의 기후 | 후쿠야마시의 기후 | 후쿠야마시의 기후 | 후쿠야마시의 기후 | 후쿠야마시의 기후 | 후쿠야마시의 기후 | 후쿠야마시의 기후 | 후쿠야마시의 기후 | 후쿠야마시의 기후 |
| 월                                                           | 1월               | 2월               | 3월               | 4월               | 5월               | 6월               | 7월               | 8월               | 9월               | 10월              | 11월              | 12월              | 연간              |
| ------------------------------------------------------------ | ----------------- | ----------------- | ----------------- | ----------------- | ----------------- | ----------------- | ----------------- | ----------------- | ----------------- | ----------------- | ----------------- | ----------------- | ----------------- |
| 역대 최고 기온 °C (°F)                                       | 17.4 (63.3)       | 23.6 (74.5)       | 24.1 (75.4)       | 28.6 (83.5)       | 32.4 (90.3)       | 34.7 (94.5)       | 38.2 (100.8)      | 38.5 (101.3)      | 36.7 (98.1)       | 32.2 (90.0)       | 26.2 (79.2)       | 21.4 (70.5)       | 38.5 (101.3)      |
| 일평균 최고 기온 °C (°F)                                     | 9.8 (49.6)        | 10.5 (50.9)       | 13.9 (57.0)       | 19.2 (66.6)       | 24.0 (75.2)       | 27.0 (80.6)       | 30.9 (87.6)       | 32.8 (91.0)       | 28.8 (83.8)       | 23.3 (73.9)       | 17.5 (63.5)       | 12.1 (53.8)       | 20.8 (69.4)       |
| 일일 평균 기온 °C (°F)                                       | 4.6 (40.3)        | 5.2 (41.4)        | 8.5 (47.3)        | 13.7 (56.7)       | 18.7 (65.7)       | 22.5 (72.5)       | 26.6 (79.9)       | 27.9 (82.2)       | 24.0 (75.2)       | 18.0 (64.4)       | 12.0 (53.6)       | 6.8 (44.2)        | 15.7 (60.3)       |
| 일평균 최저 기온 °C (°F)                                     | 0.0 (32.0)        | 0.4 (32.7)        | 3.2 (37.8)        | 8.1 (46.6)        | 13.3 (55.9)       | 18.5 (65.3)       | 22.9 (73.2)       | 23.9 (75.0)       | 19.9 (67.8)       | 13.3 (55.9)       | 7.1 (44.8)        | 2.1 (35.8)        | 11.1 (52.0)       |
| 역대 최저 기온 °C (°F)                                       | −8.1 (17.4)       | −9.2 (15.4)       | −5.9 (21.4)       | −1.8 (28.8)       | 2.8 (37.0)        | 8.0 (46.4)        | 13.2 (55.8)       | 15.8 (60.4)       | 8.0 (46.4)        | 1.5 (34.7)        | −2.4 (27.7)       | −6.7 (19.9)       | −9.2 (15.4)       |
| 평균 강수량 mm (인치)                                        | 38.5 (1.52)       | 47.0 (1.85)       | 83.7 (3.30)       | 91.6 (3.61)       | 117.7 (4.63)      | 174.5 (6.87)      | 198.0 (7.80)      | 95.2 (3.75)       | 136.0 (5.35)      | 91.1 (3.59)       | 55.1 (2.17)       | 43.3 (1.70)       | 1,171.7 (46.13)   |
| 평균 강수일수 (≥ 0.5 mm)                                     | 5.7               | 7.6               | 10.3              | 9.9               | 9.6               | 11.6              | 10.7              | 7.2               | 9.3               | 7.8               | 6.5               | 6.5               | 102.8             |
| 평균 상대 습도 (%)                                           | 69                | 68                | 67                | 66                | 68                | 75                | 76                | 73                | 73                | 72                | 73                | 72                | 71                |
| 평균 월간 일조시간                                           | 139.8             | 138.6             | 174.8             | 191.4             | 211.5             | 162.4             | 193.5             | 221.8             | 165.6             | 174.3             | 150.7             | 145.6             | 2,069.8           |
| 출처: 일본 기상청 (평년값: 1991년~2020년, 극값: 1942년~현재) |                   |                   |                   |                   |                   |                   |                   |                   |                   |                   |                   |                   |                   |

### 인접한 자치체
- 히로시마현 오노미치시, 후추시, 진세키군 진세키코겐정
- 오카야마현 가사오카시, 이바라시
- 가가와현 미토요시, 간온지시, 나카타도군 다도쓰정
- 에히메현 이마바리시, 니이하마시, 시코쿠추오시, 사이조시, 오치군 가미지마정(모두 세토 내해를 사이로 인접)

## 인구
| 연도                           | 인구    | ±%     |
| ------------------------------ | ------- | ------ |
| 1960                           | 281,701 | —      |
| 1965                           | 301,376 | +7.0%  |
| 1970                           | 355,264 | +17.9% |
| 1975                           | 405,677 | +14.2% |
| 1980                           | 425,675 | +4.9%  |
| 1985                           | 441,502 | +3.7%  |
| 1990                           | 445,403 | +0.9%  |
| 1995                           | 453,791 | +1.9%  |
| 2000                           | 456,908 | +0.7%  |
| 2005                           | 459,087 | +0.5%  |
| 2010                           | 461,471 | +0.5%  |
| 2015                           | 464,811 | +0.7%  |
| 2020                           | 460,930 | −0.8%  |
| Fukuyama population statistics |         |        |

## 역사
- 1619년 - 미즈노 가쓰나리에 의해 후쿠야마번의 성시인 후쿠야마가 성립되었다.
  - 후쿠야마번은 빈고국의 남부이자 빗추국의 남서부를 형성했다.
- 1871년 - 폐번치현 이후 후쿠야마현이 성립되었고 후카쓰현으로 개칭되었다.
- 1872년 - 후카쓰현과 구라시키현이 합병해 오다현이 되었다.
- 1875년 - 오다현이 오카야마현에 편입되었다.
- 1876년 - 히로시마현과 오카야마현의 현 경계 조정으로 후쿠야마는 히로시마현에 속하게 되었다.
- 1916년 7월 1일 - 후카야스군 후쿠야마정이 시로 승격해 후쿠야마시가 성립하였다.
- 1933년 1월 1일 - 누마쿠마군 가시마촌, 사바촌, 구사도촌 및 후카야스군 후카츠군, 가와구치촌, 테시로촌, 나라즈촌, 요시즈촌, 기노쇼촌, 혼쇼촌 등 10개 촌을 편입하였다.
- 1942년 7월 1일 - 누마쿠마군 야마테촌, 고와케촌을 편입하였다.
- 1945년 8월 8일 - 후쿠야마 대공습으로 시가지 대부분이 소실되었다.
- 1954년 3월 31일 - 누마쿠마군 마쓰나가정을 포함한 1정 6촌이 합병해 마쓰나가시가 되었다.
- 1956년 9월 30일 - 후카야스군의 4촌과 누마쿠마군의 2정 4촌을 편입하였다.
- 1962년 1월 1일 - 후카야스군 후카야스정을 편입하였다.
- 1966년 5월 1일 - 후쿠야마시·마쓰나가시가 합병해 새로운 후쿠야마시가 되었다.
- 1942년 7월 1일 고분촌과 야마테촌이 후쿠야마시에 편입되었다.
- 1974년 4월 1일 - 아시나군 아시다정을 편입하였다.
- 1975년 2월 1일 - 후카야스군 가모정·아시나군 에키야정을 편입하였다.
- 1975년 3월 10일 - JR 산요 신칸센이 개업하였다.
- 1988년 3월 1일 - 산요 자동차도가 개통하였다.
- 1998년 4월 1일 - 중핵시로 승격하였다.
- 2003년 2월 3일 - 누마쿠마군 우쓰미정·아시나군 신이치정을 편입하였다.
- 2005년 2월 1일 - 누마쿠마군 누마쿠마정을 편입하였다.
- 2006년 3월 1일 - 후카야스군 간나베정을 편입하였다.

## 교육

### 대학
- 후쿠야마 대학

## 교통

### 철도
- 서일본 여객철도
  - 산요 신칸센
  - 산요 본선
  - 후쿠엔선
- 이바라 철도
  - 이바라선

### 도로
- 산요 자동차도
- 국도 2호선
- 국도 182호선
- 국도 제313호선 (일본)(일본어판)
- 국도 제314호선 (일본)(일본어판)
- 국도 제486호선 (일본)(일본어판)

## 사건
- 후쿠야마 호텔 화재(2012년)

## 자매 도시
- 일본 아이치현 오카자키시
- 대한민국 경상북도 포항시
- 캐나다 온타리오주 해밀턴
- 필리핀 타클로반
- 미국 하와이주 마우이섬
- 불가리아 카잔러크